# TDMA
Time Division Multiple Access, en teknik som används i exempelvis mobiltelefonisystemet GSM och som bygger på att man använder tidsuppdelad överföring av samtalen så att varje samtal tilldelas en tidslucka på en viss frekvens. Därigenom kan flera samtal överföras på samma frekvens. Detta kräver emellertid att näraliggande basstationer sänder på olika frekvenser. I USA används även systemet CDMA. 
I USA används TDMA som ett synonym för D-AMPS.
Se även: Bluetooth, Ericsson